# Krpeljina
Koordinati:   43°45′18″N, 15°24′19″E
Krepljina je majhen nenaseljen otoček v Jadranskem morju. Pripada Hrvaški.
Krepljina leži v Narodnem parku Kornati med otokoma Kornat in Lavsa. Površina otočka meri 0,015 km². Dolžina obalnega pasu je 0,57 km. Najvišja točka na otočku je visoka 12 mnm.